# Ahmed Dlimi
Pour les articles homonymes, voir Dlimi.
Ahmed Dlimi né le 16 juillet 1931 à Sidi Kacem et mort le 25 janvier 1983 à Marrakech (Maroc), est un officier supérieur puis général des Forces armées royales marocaines.

## Biographie

### Jeunesse et début de carrière
Ahmed Dlimi voit le jour dans un milieu modeste en 1931 à Sidi Kacem, dans le Gharb. Il est issu de la tribu arabe sahraouie des Ouled Dlim qui est originaire de la région de Dakhla, au Sahara occidental. Après des études au lycée Moulay Youssef de Rabat, il se lance, dès l’âge de vingt ans, dans une carrière militaire. En 1953, il devient major de sa promotion à l’Académie Royale Militaire ARM Dar El Beida de Meknès. Il connaît en 1958 une première union avec la fille de Messaoud Chiguer, ancien ministre de l’Intérieur. Cette même année, le lieutenant Dlimi divorce et épouse en secondes noces Zahra Bousselham, fille du chef des renseignements généraux de l'époque.

### Carrière militaire

#### Ses débuts
Dlimi est sous les ordres de Oufkir aux services de sécurité marocains et joue un important rôle comme soutien militaire du roi Hassan II après la liquidation de Oufkir. Pendant son service, marqué par les années de plomb, il est accusé de nombreuses violations des droits de l'Homme. Il est lié à la disparition étrange en 1965 à Paris du leader d'opposition marocaine de l'époque, Mehdi Ben Barka,.
Le 5 octobre 1967, il est mis fin à ses fonctions de directeur général adjoint de la sûreté nationale.

#### Pendant les coups d'État de 1971 et 1972
Pendant les années 1970, Dlimi, de plus en plus important, se voit confier d'importantes tâches  et est promu au rang de général pour sa fidélité à Hassan II lors des deux tentatives de coup d'État de 1971 et 1972. Quelques sources soutiennent qu'il a personnellement exécuté son supérieur, le général Mohamed Oufkir, sur les ordres du roi, après qu'Oufkir est reconnu responsable du coup d'État des aviateurs de 1972.

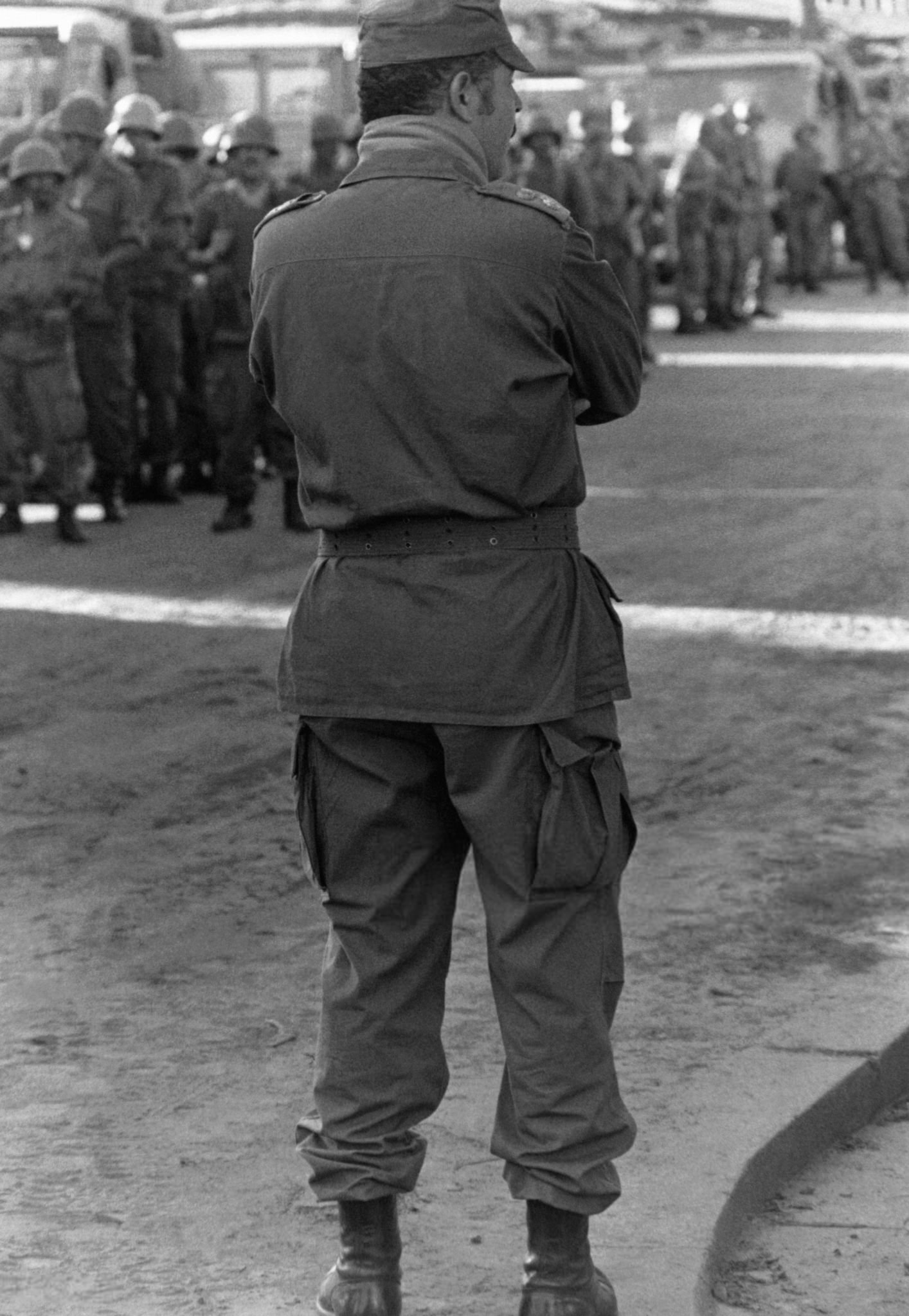
Ahmed Dlimi, Congo, 1977

#### Affaire du Sahara et décès mystérieux
Après la Marche verte en 1975, il est chargé de commander les Forces armées royales dans la guerre contre le front du Polisario. Il est considéré comme étant le principal homme fort du roi Hassan II. En 1983, Dlimi meurt dans ce qui est officiellement rapporté par les sources marocaines comme un accident de voiture percutée de plein fouet par un camion-citerne dans la palmeraie de Marrakech. Cependant, certaines sources insinuent qu'il est tué après avoir essayé d'organiser un coup d'État contre le roi Hassan II, ou parce qu'il devient trop puissant et constituant une menace pour la monarchie marocaine. Certaines hypothèses affirment qu'il aurait été victime d'une lutte d'influence entre la France et les États-Unis : s'étant prononcé pour la première, il aurait été « donné » par les seconds. On dit aussi qu'il était proche de l'Algérie et de la Libye ou encore qu'il aurait pris contact avec l'opposition et notamment Mohamed Basri (Fqih Basri). Quelques-uns de ses proches meurent tout aussi étrangement au même moment.

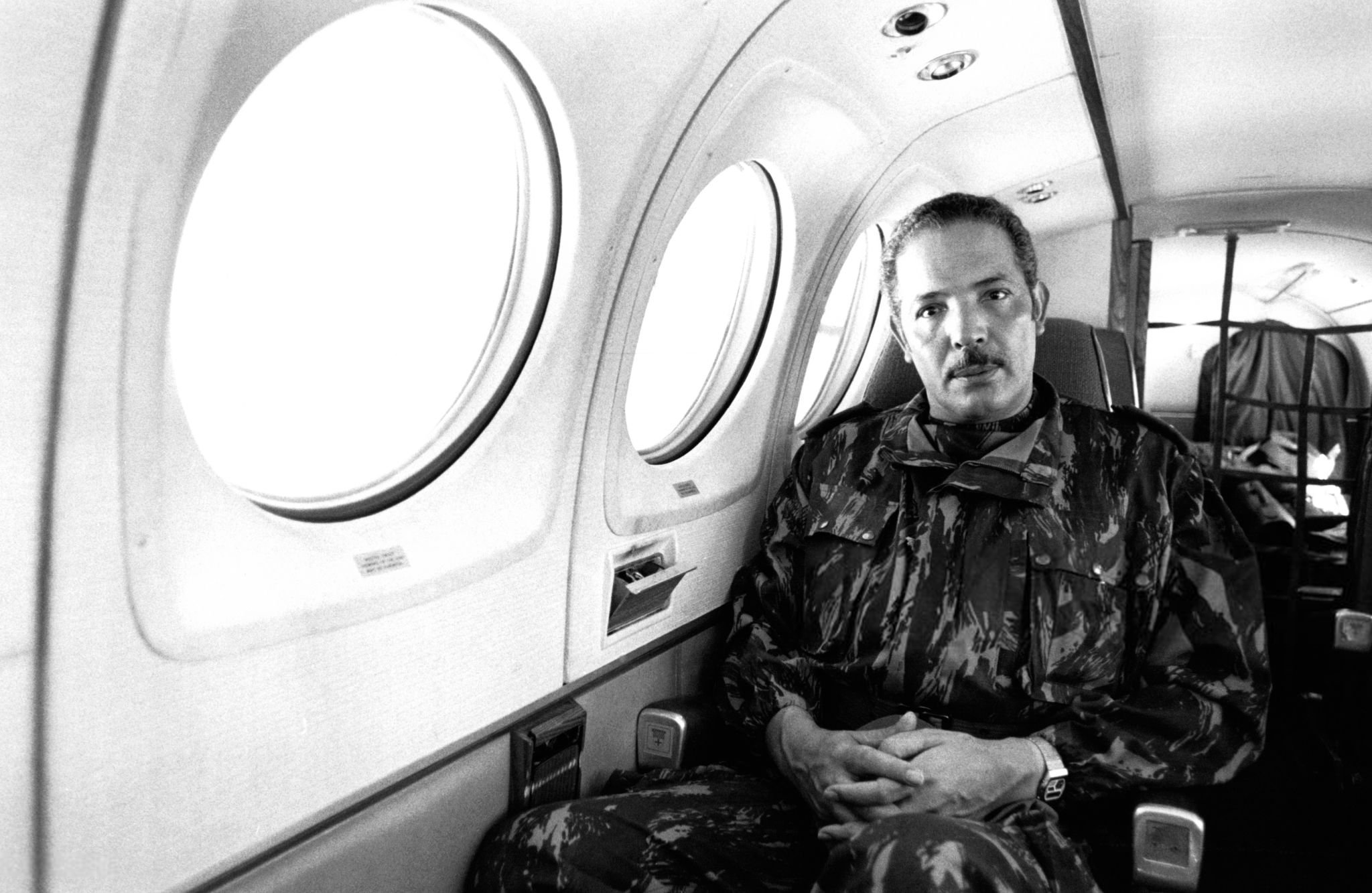
Ahmed Dlimi, Maroc, 1980